# La educación de la Virgen

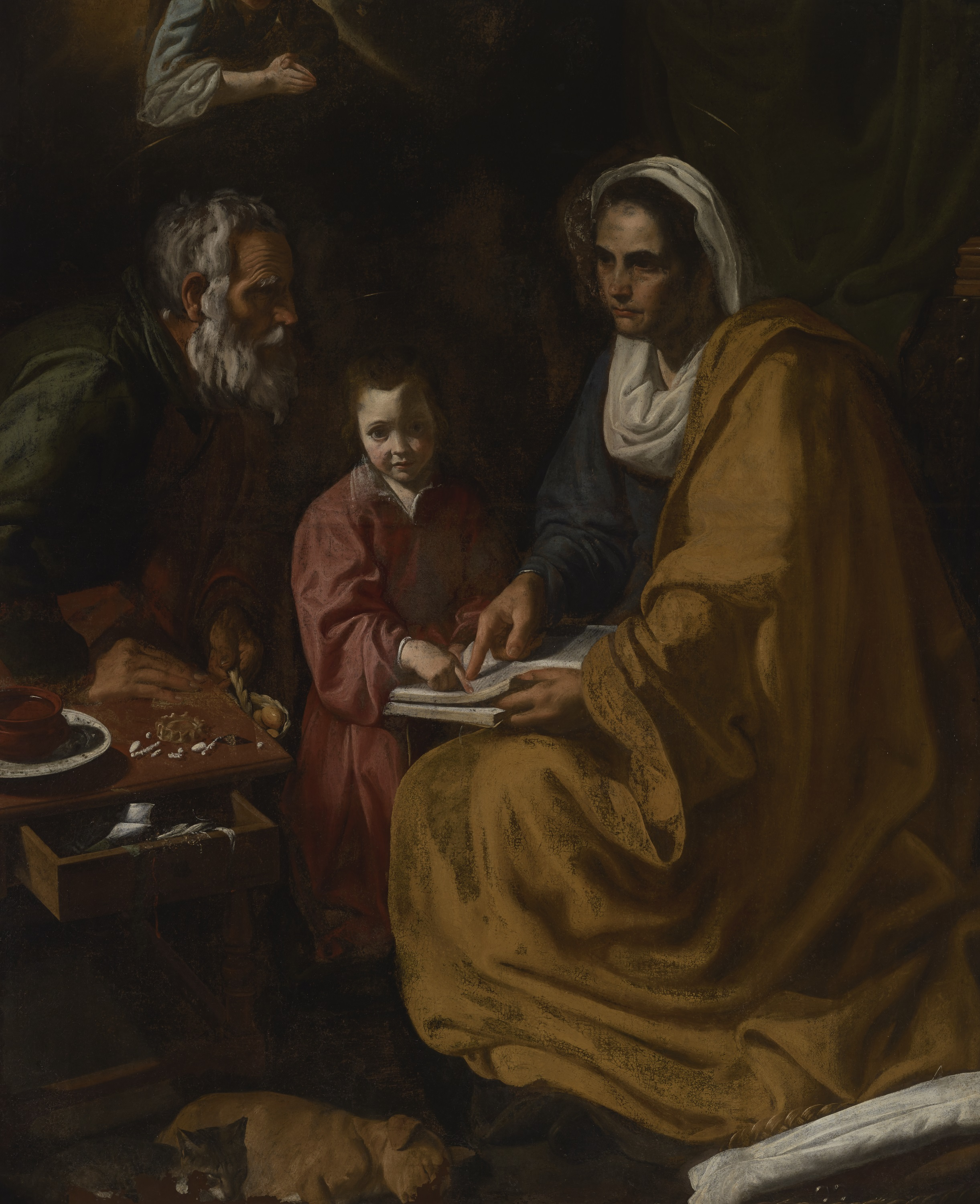
La educación de la Virgen, atribuido a Velázquez, ca. 1617. La atribución (sostenida en "el bodegón a la izquierda de la composición y la vasija que lo preside, el respaldo de la silla o la calidad de la madera de la mesa ... detalles que hacen imposible dudar de que se trata de un Velázquez"). cuenta con la oposición de Jonathan Brown, que lo considera "uno de los muchos pastiches que hicieron en Sevilla algunos pintores locales, buscando a aprovechar el arte atractivo de Roelas y el arte novedoso de Velázquez. Es testimonio de la fama del joven pintor pero no de su talento" Reseña en RTVE, con declaraciones de la restauradora y el comisario (vídeo).

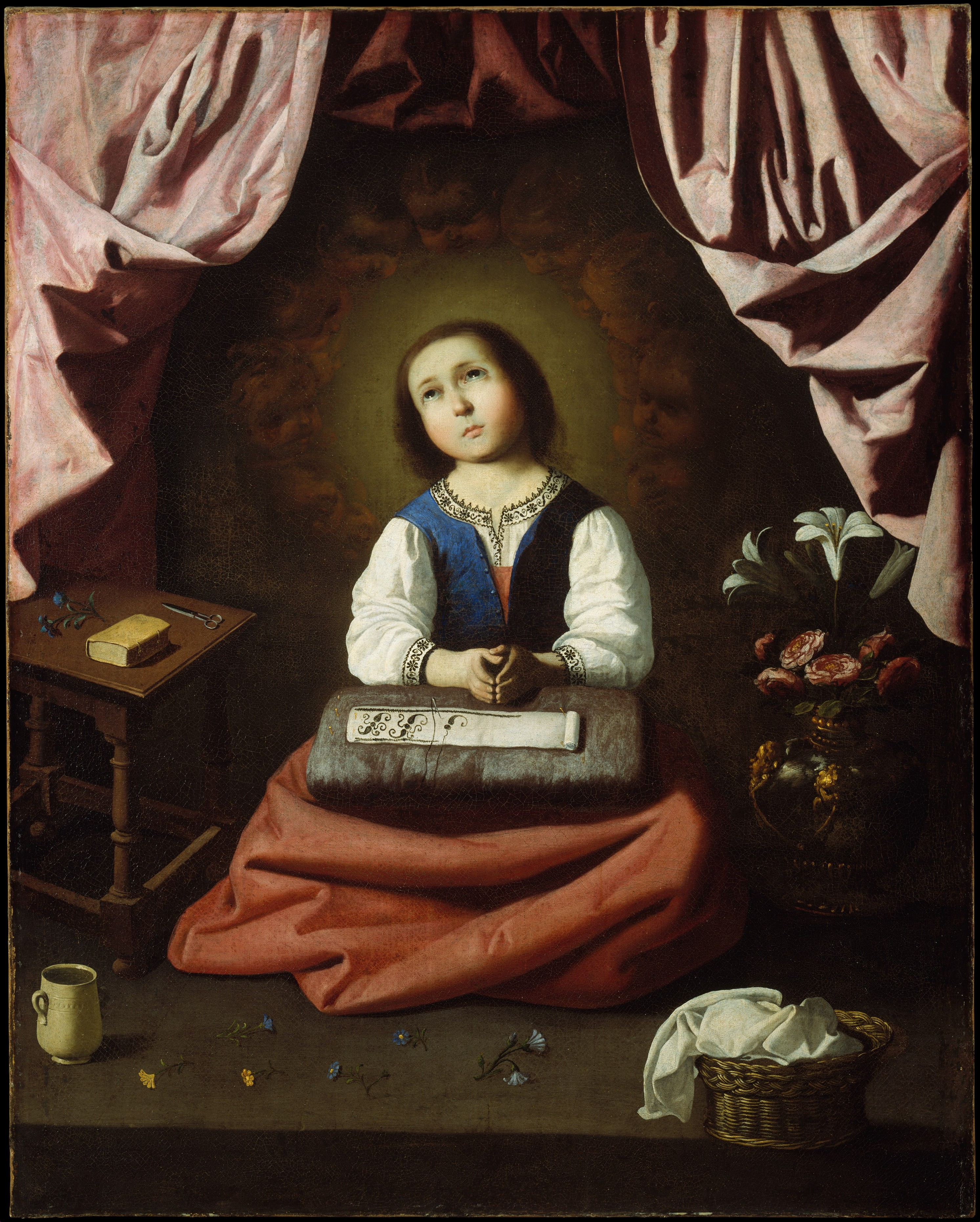
Virgen niña en éxtasis, Zurbarán, ca. 1630. Uno de los escasos ejemplos de la representación de la Virgen niña sola. Aparece abstraída de su labor de costura en una pausa mística, pero también se alude a su condición letrada con un libro sobre la mesa. El autor también representó un tema similar en otra ocasión.

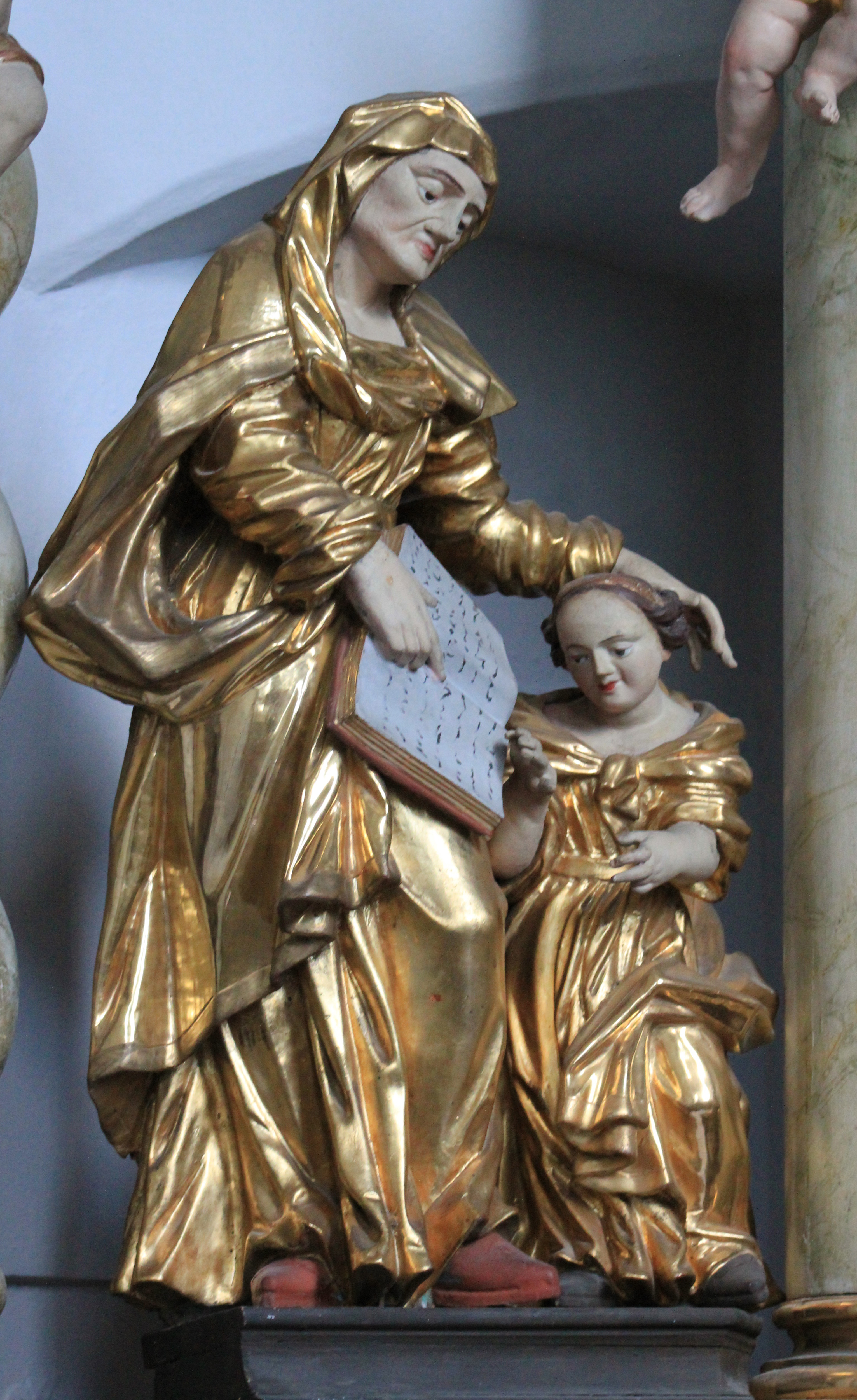
El tema también se trata en escultura. Iglesia parroquial de Gmünd (Carintia).

La educación de la Virgen es un tema relativamente frecuente en el arte cristiano, sustentado en un episodio de los evangelios apócrifos. No obstante, no es habitual en los ciclos de la vida de la Virgen, donde sí se suele incluir la Presentación de la Virgen en el templo.
La convención iconográfica propia de este tema exige representar a la Virgen María niña (Virgen  niña, Infancia de la Virgen), raramente sola, sino acompañada de otras figuras (especialmente su madre, Santa Ana -Santa Ana enseñando a la Virgen-, y a veces también su padre, San Joaquín); y, aunque hay casos de distintas actitudes (como la de coser), la más habitual es la de estar leyendo un libro o aprendiendo a leer. Se ha sugerido que la iconografía de la Virgen lectora, que aparecería en los libros de horas del siglo XIV, es interpretable de forma compleja: una apropiación femenina de la alfabetización (que permite acceder a la "palabra de Dios" sin mediación masculina) y al mismo tiempo una alegoría del papel de la Virgen en el misterio de la Encarnación ("el Verbo se hizo carne").

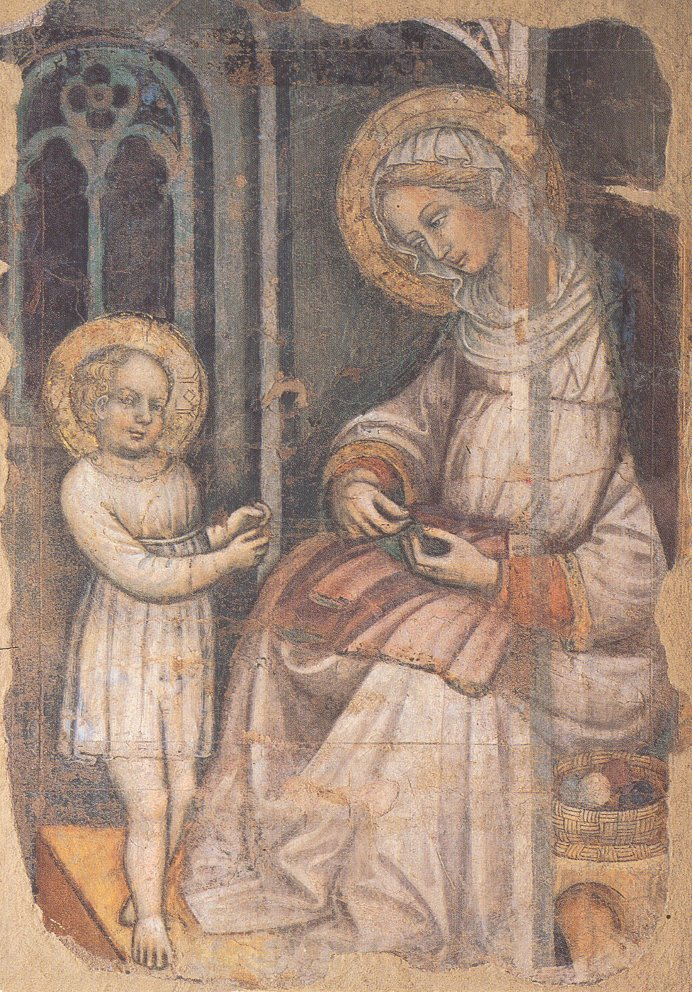
Maestro del Bambino Vispo, siglo XV. La actividad aquí realizada es costura, no lectura.
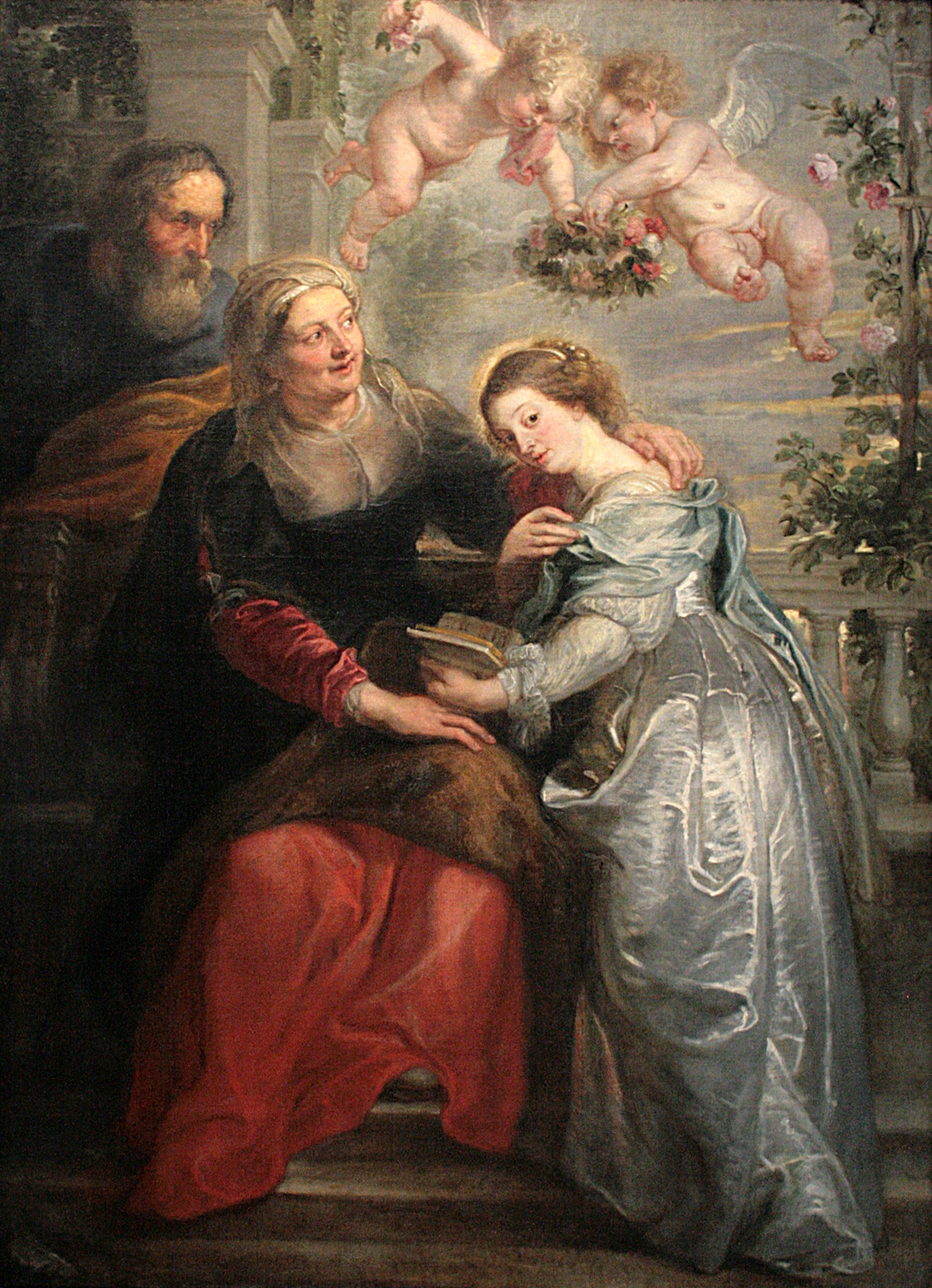
Rubens, ca. 1630. El mismo autor tiene una curiosa obra semejante, pero no religiosa: La educación de María de Médici, donde el papel de Santa Ana lo hace la diosa Minerva.
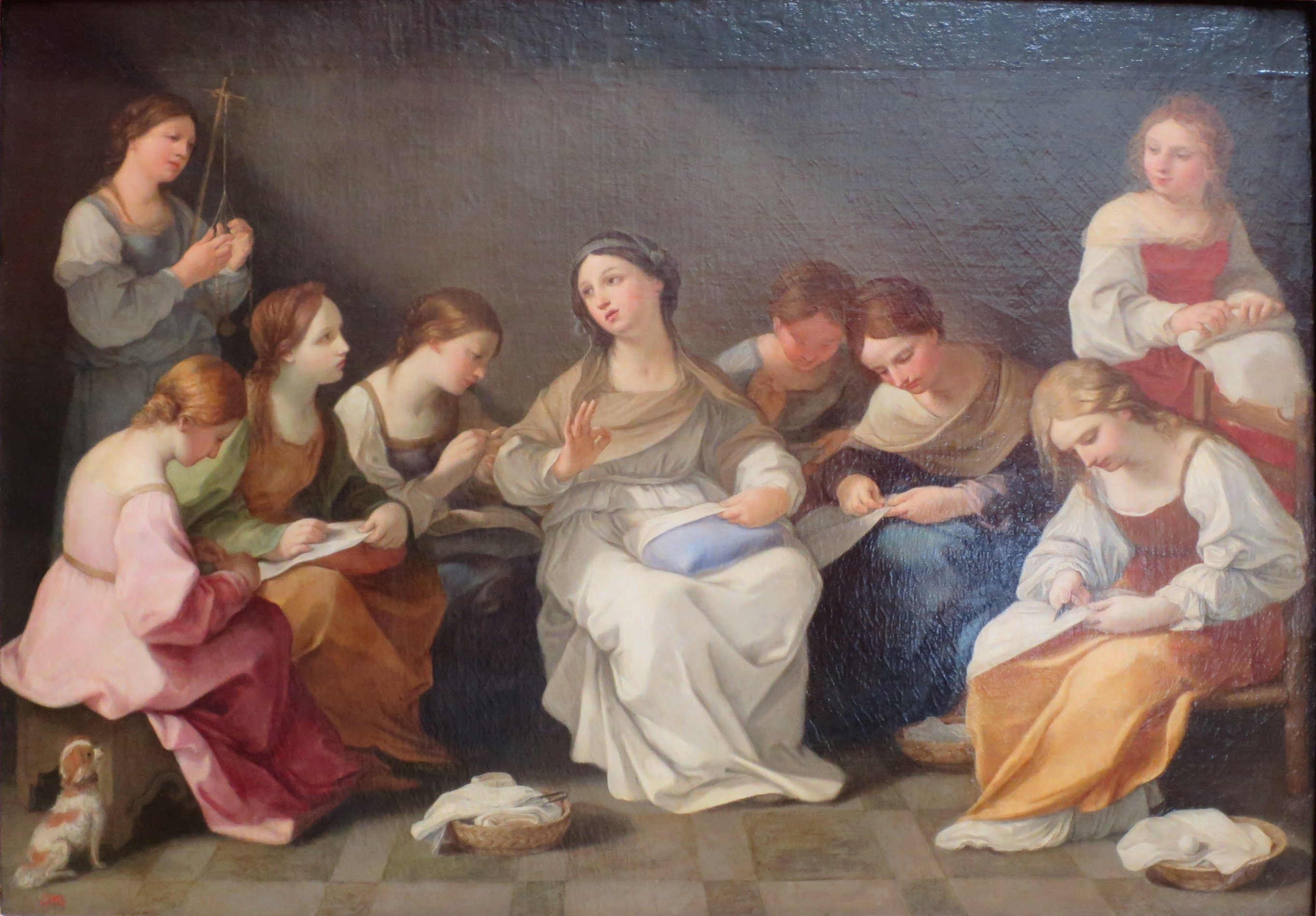
Guido Reni, ca. 1640. La actividad es costura, y las acompañantes de la Virgen son doncellas de su misma edad.
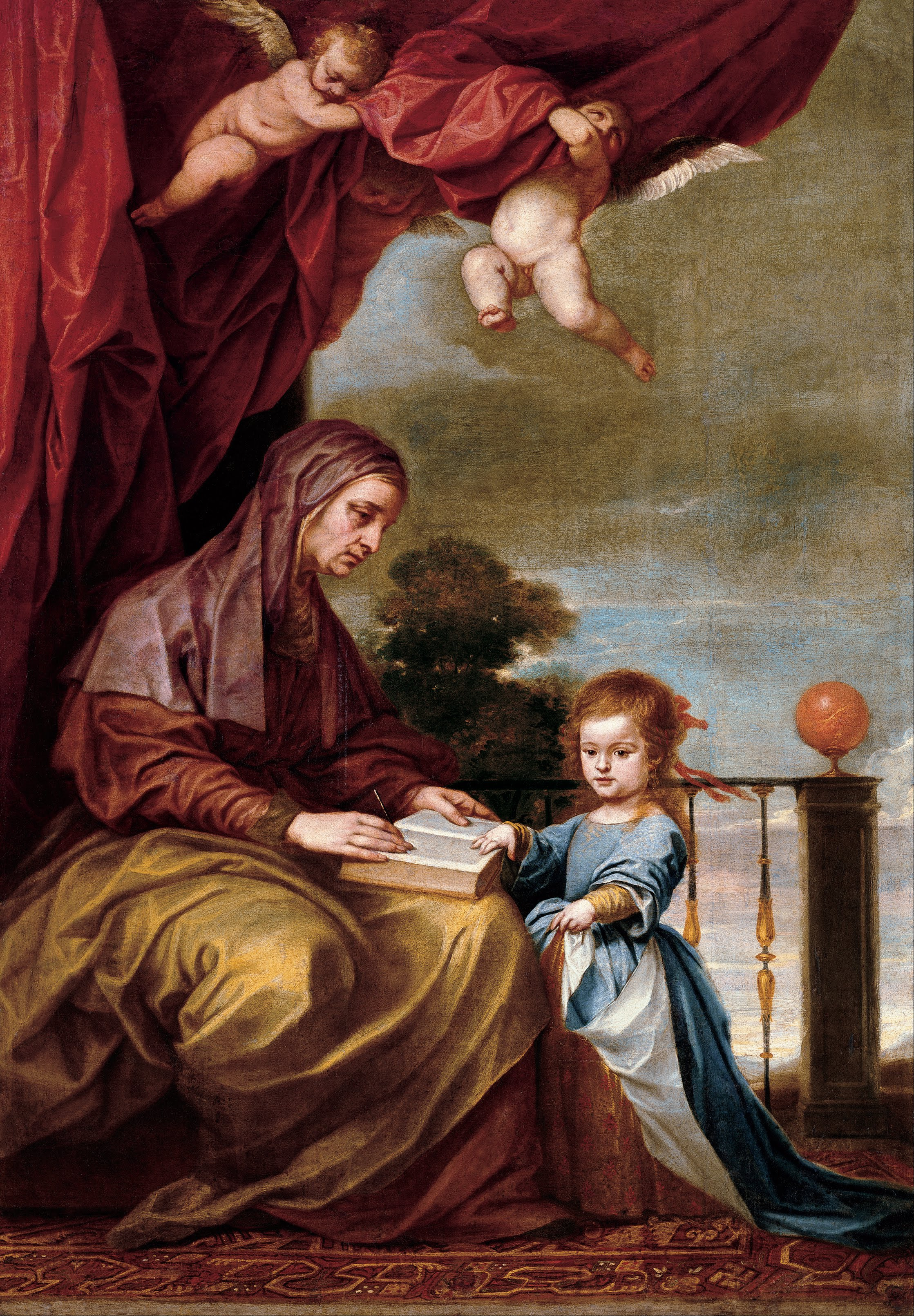
Alonso Cano, ca. 1644.
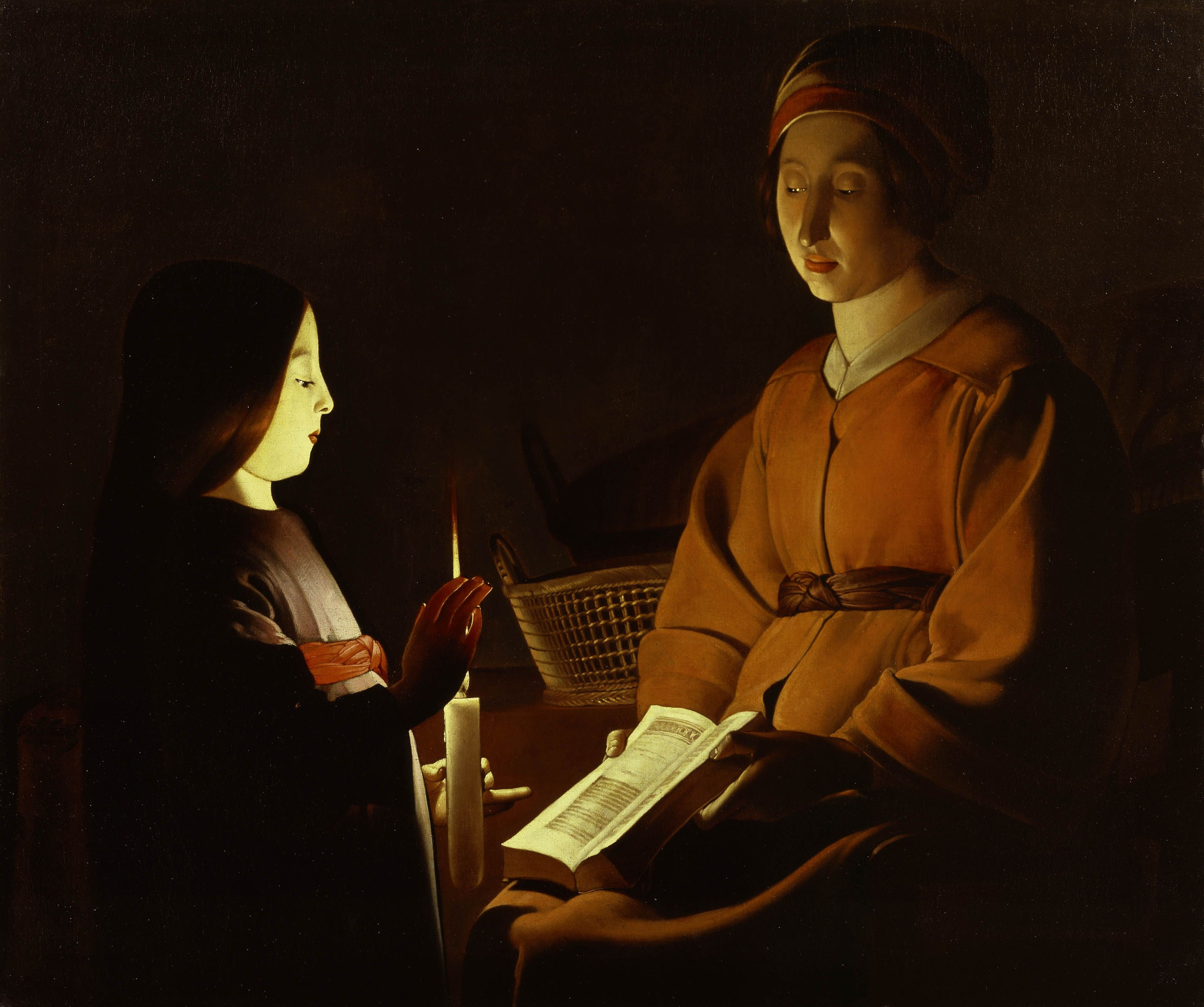
Georges de La Tour, ca. 1650.
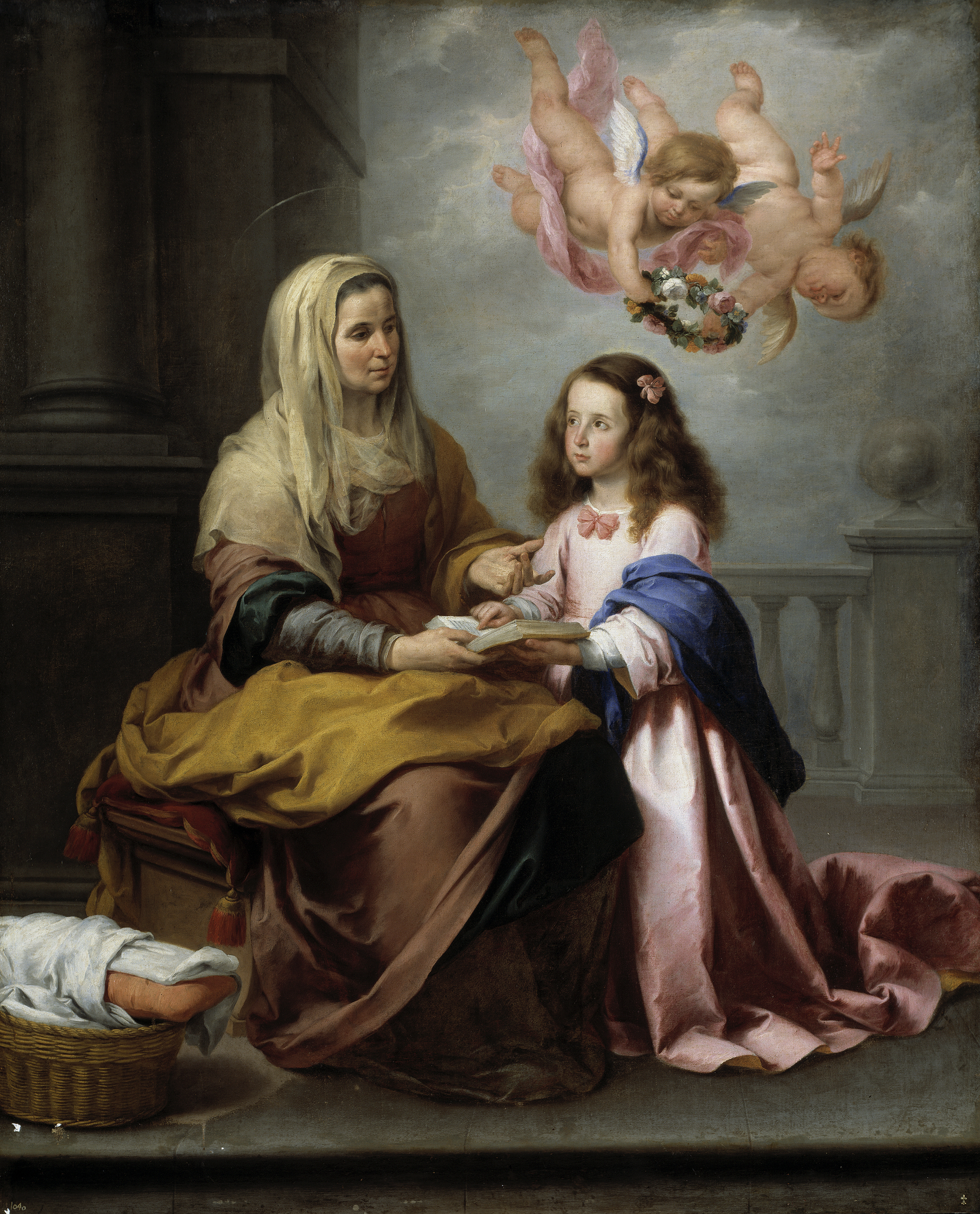
Murillo, 1655.
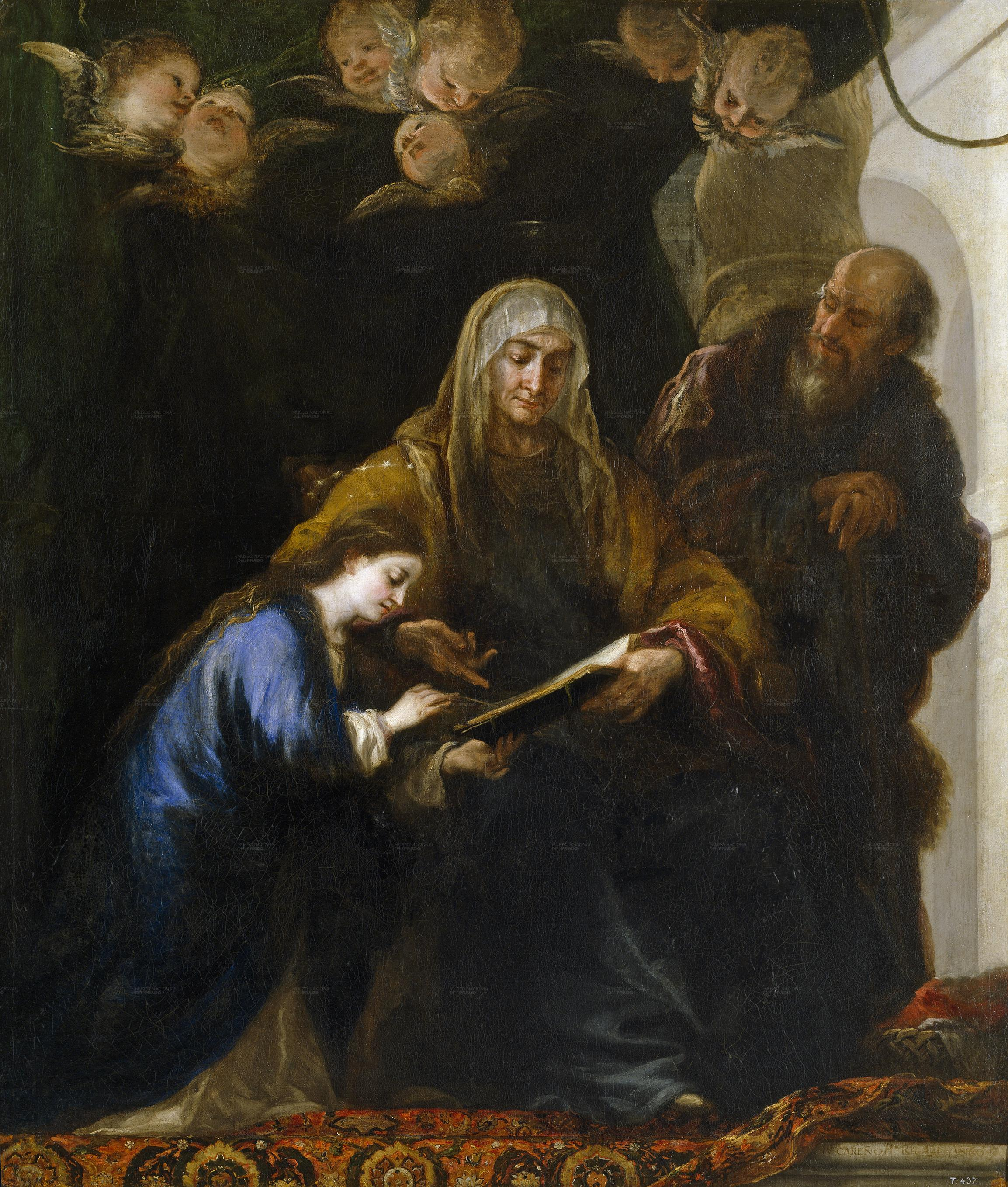
Juan Carreño de Miranda, 1676.
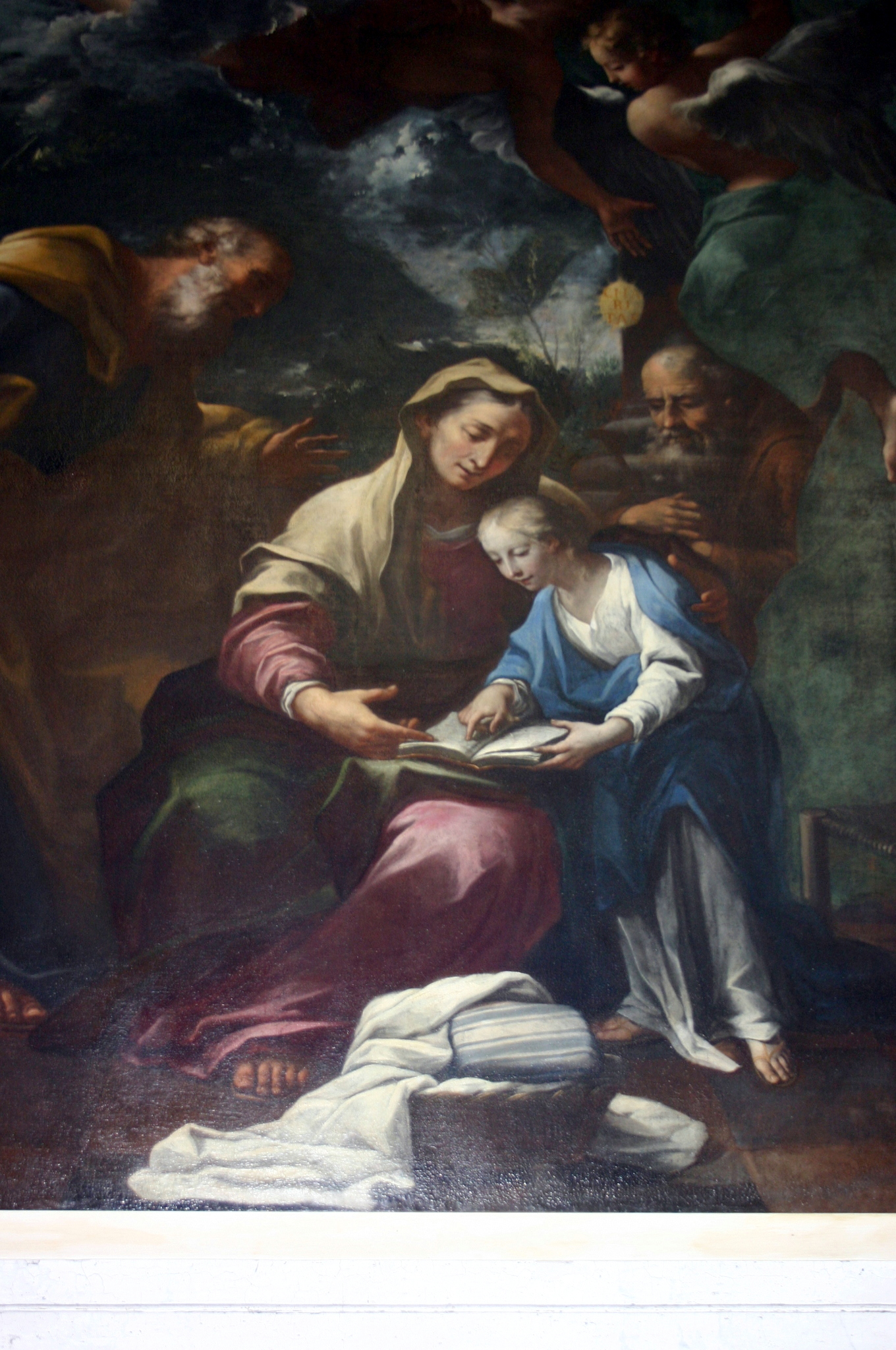
Francesco Fabbrica, ca. 1700.
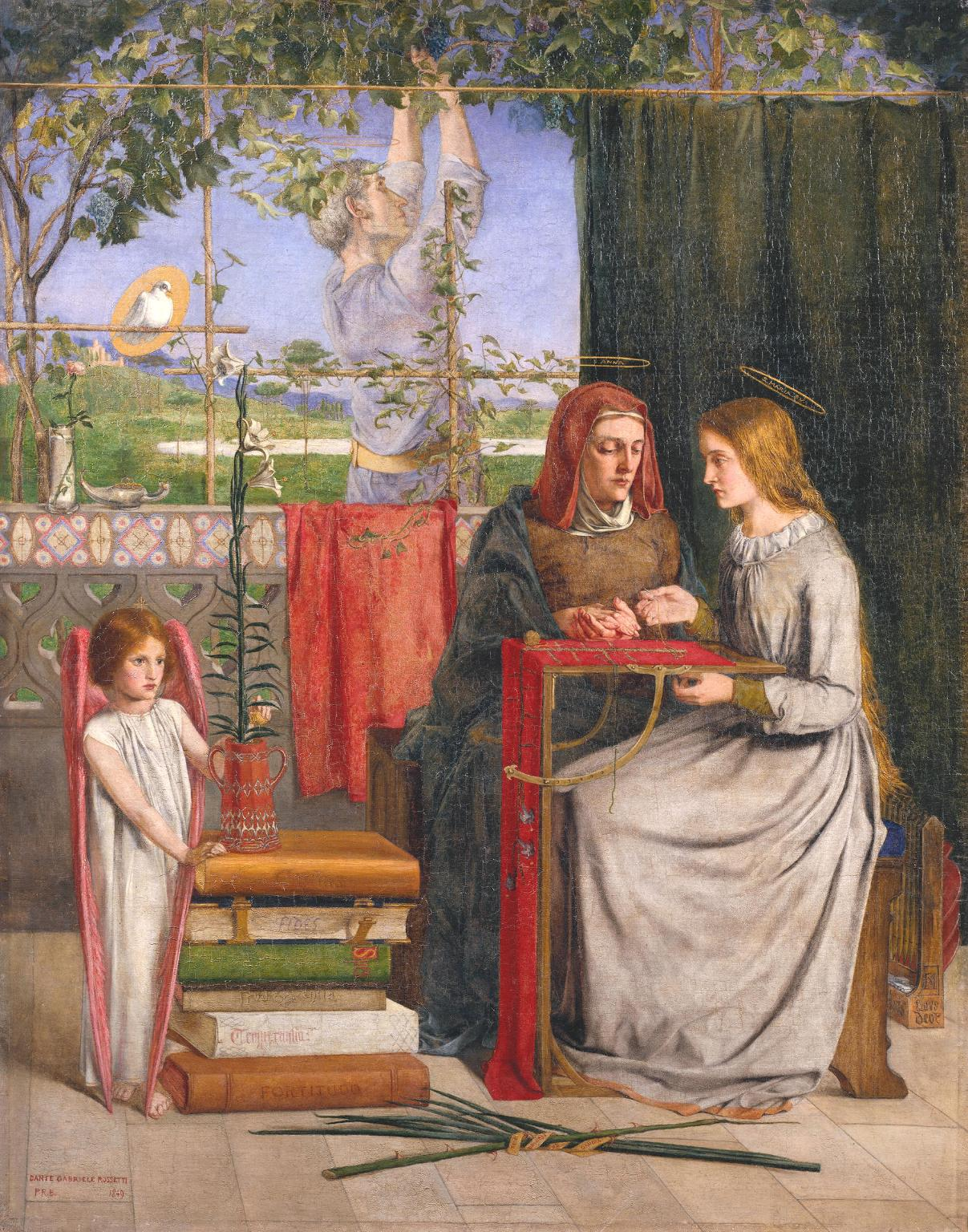
Dante Gabriel Rossetti, ca. 1848. Se escoge el bordado y no la lectura como actividad. Se representan distintas prefiguraciones de la Encarnación y la Pasión.
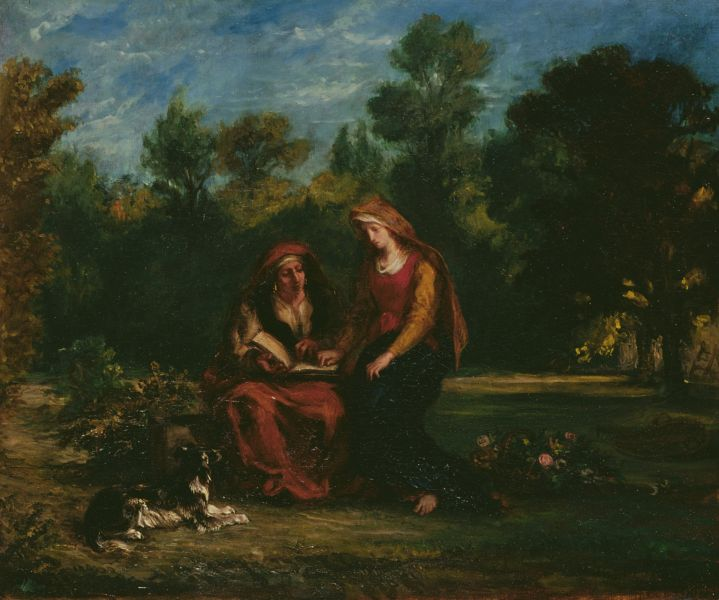
Delacroix, 1862.

También hay obras que representan a la Virgen con el Niño, y la virgen en actitud de leer (Virgen del libro, Virgen leyendo, Madonna leggente); actitud que también se suele incluir en el tema, mucho más frecuente, de la Anunciación. El tema de la educación de la mujer, y concretamente el de las mujeres lectoras, además de un tema artístico es un tema de debate social e intelectual que se desarrolló con distintos criterios en el Antiguo Régimen y la Edad Contemporánea.

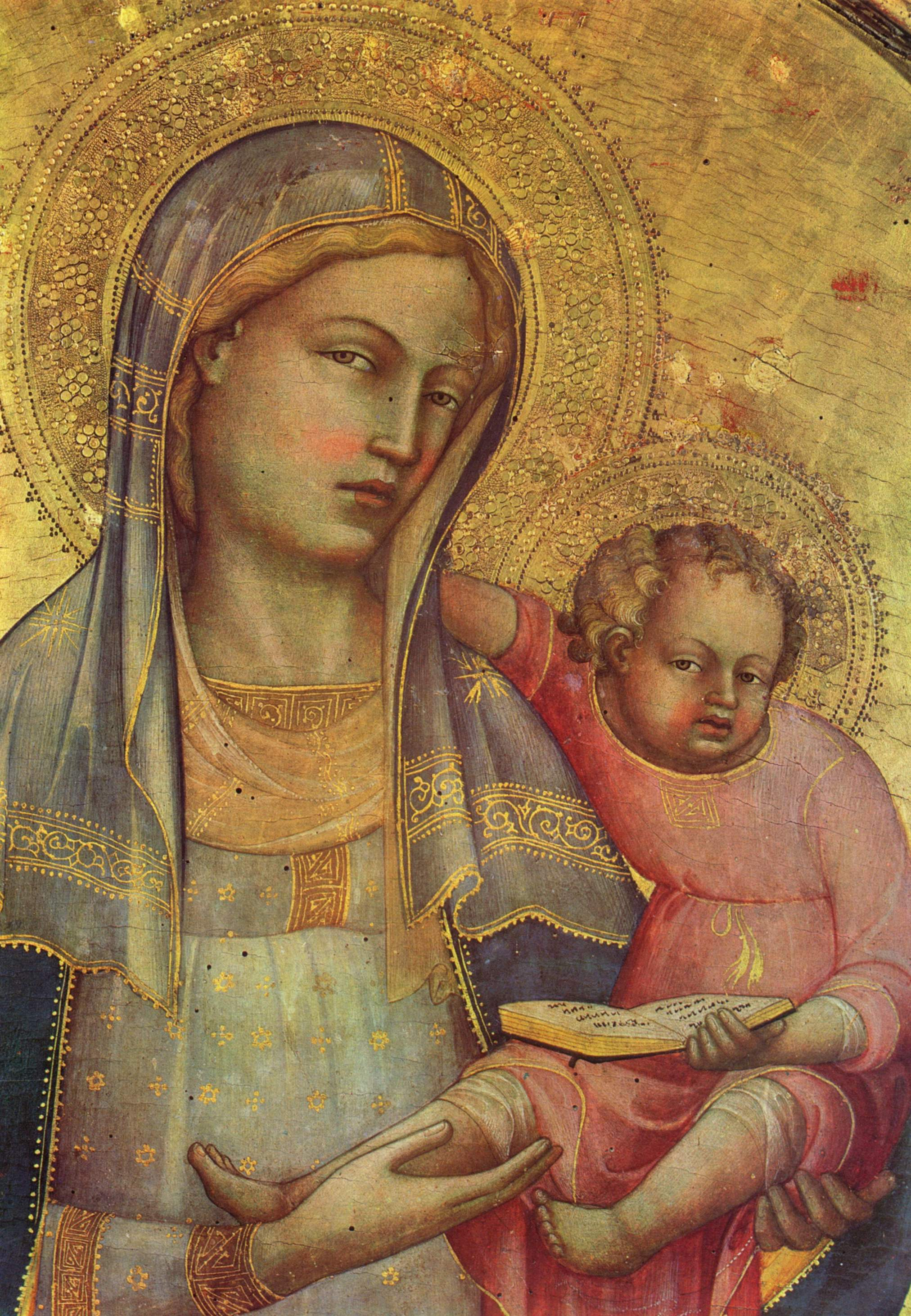
Lorenzo Monaco
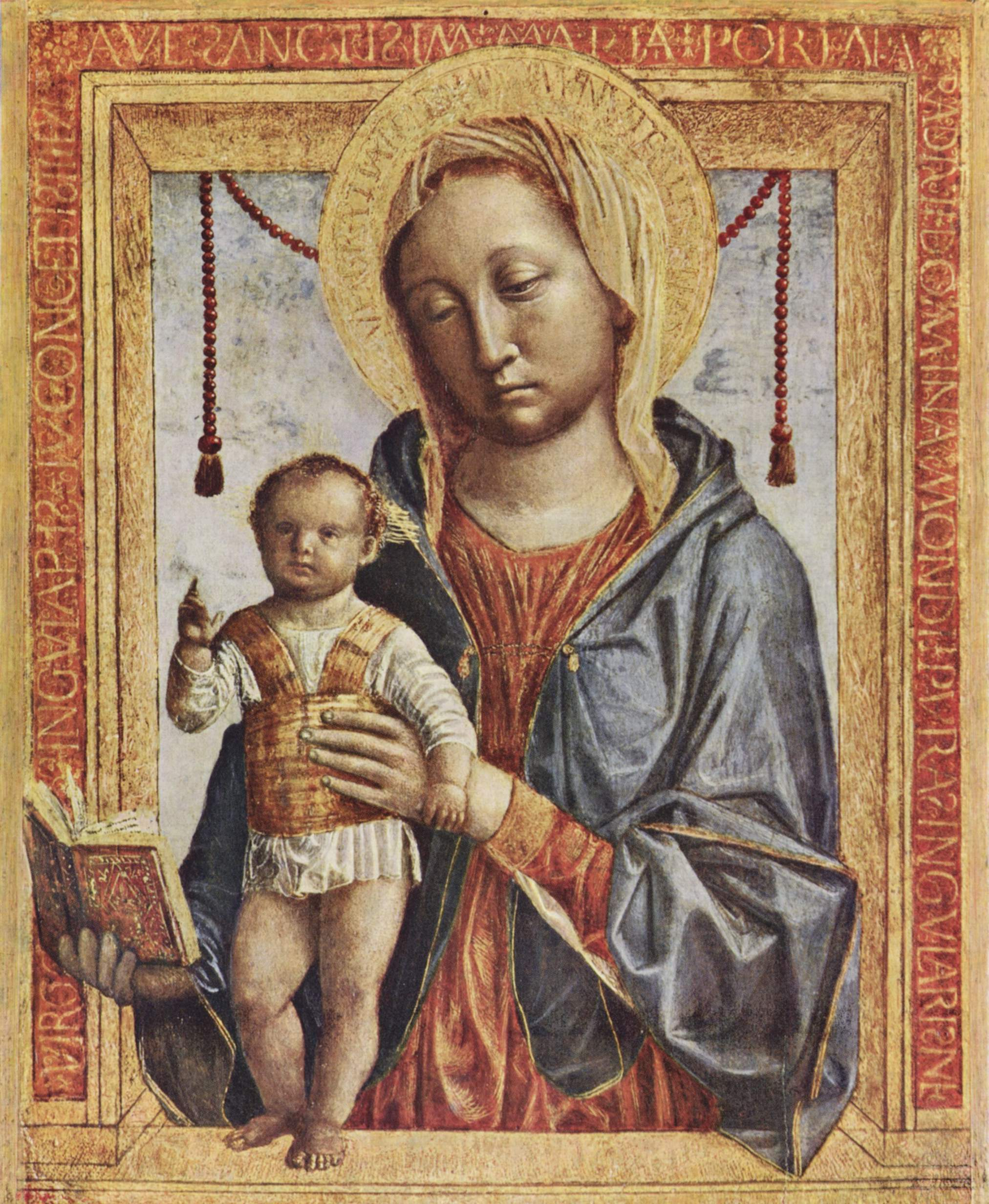
Vincenzo Foppa, ca. 1475.
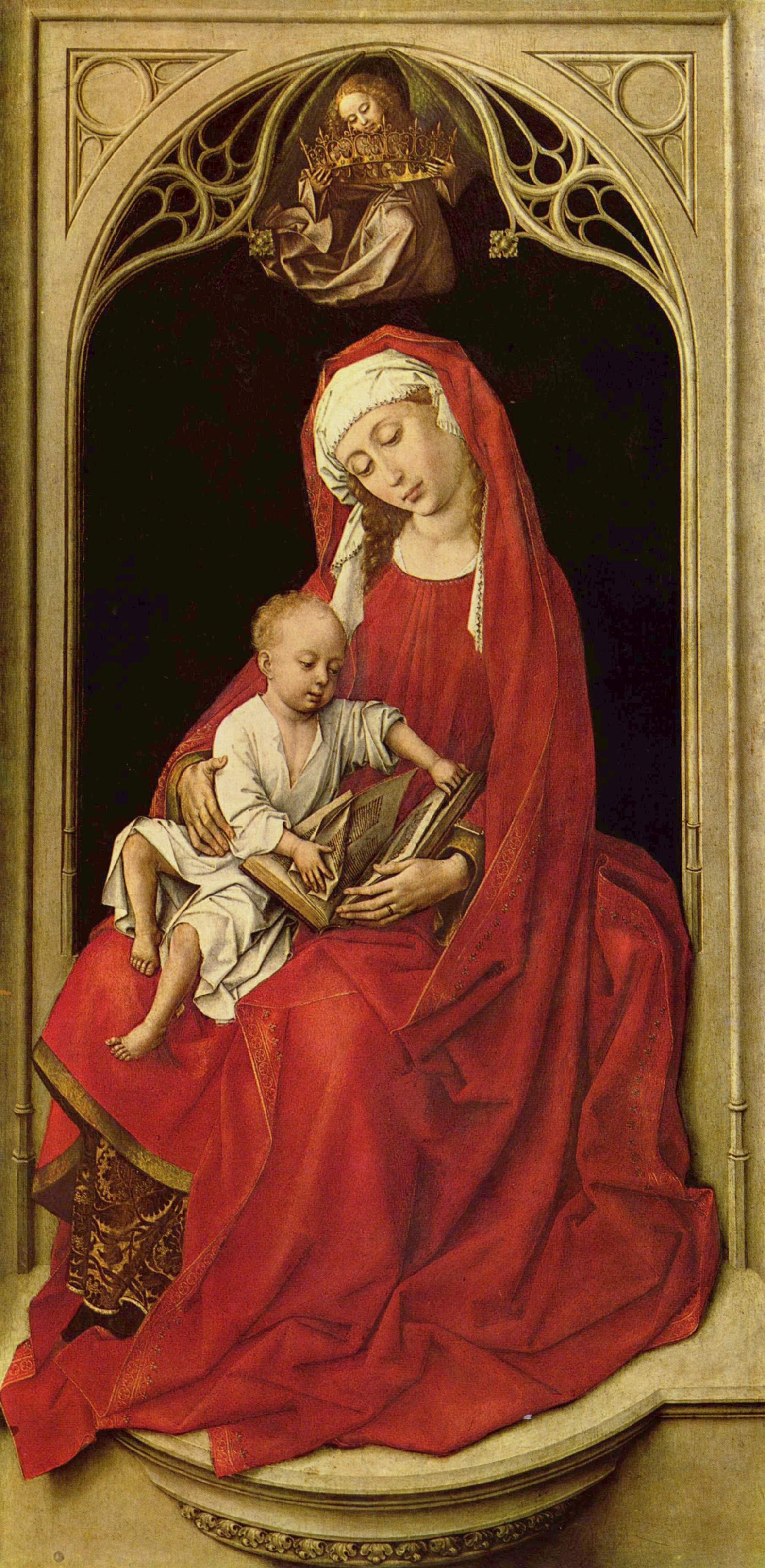
Van der Weyden.
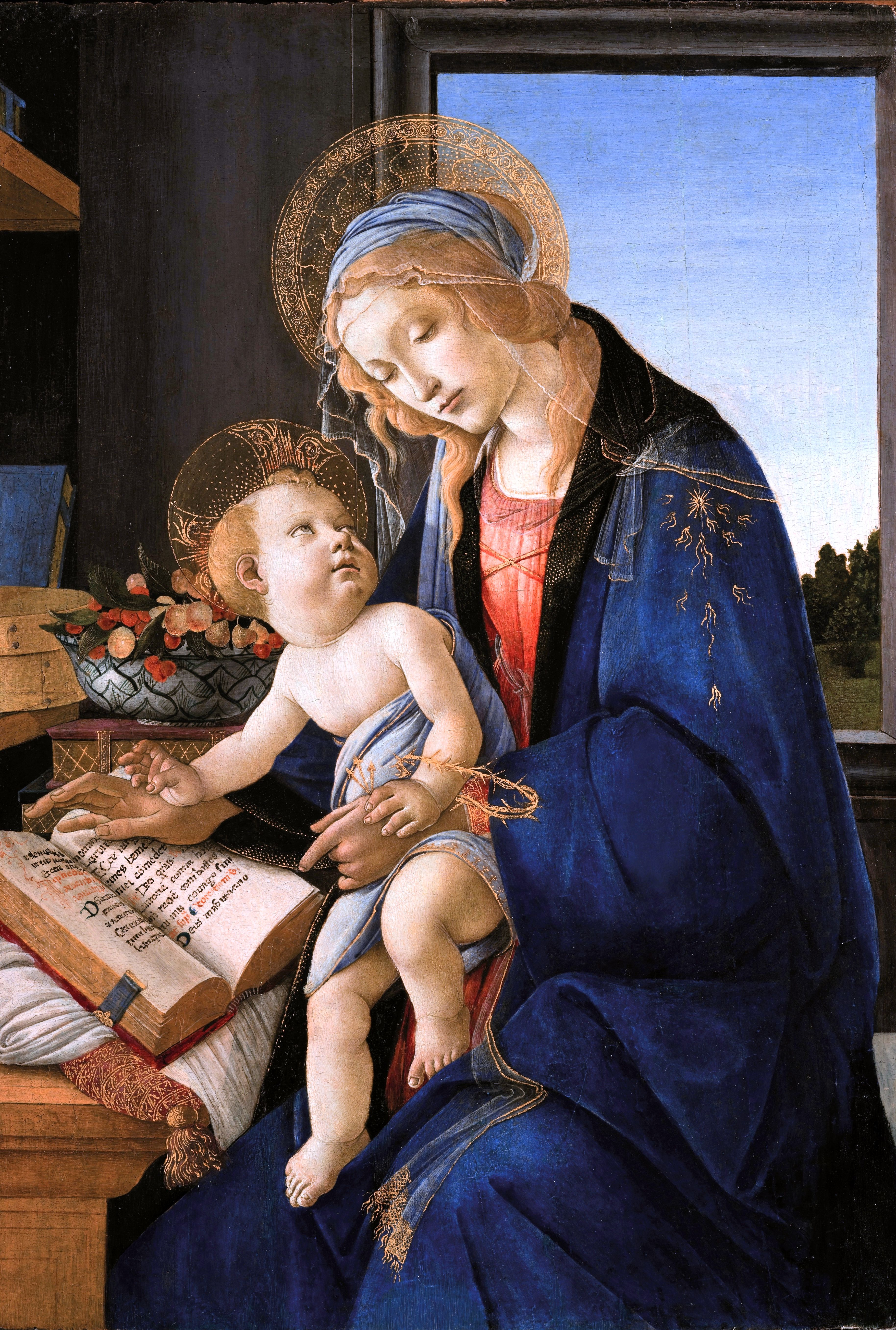
Virgen del libro (Botticelli).
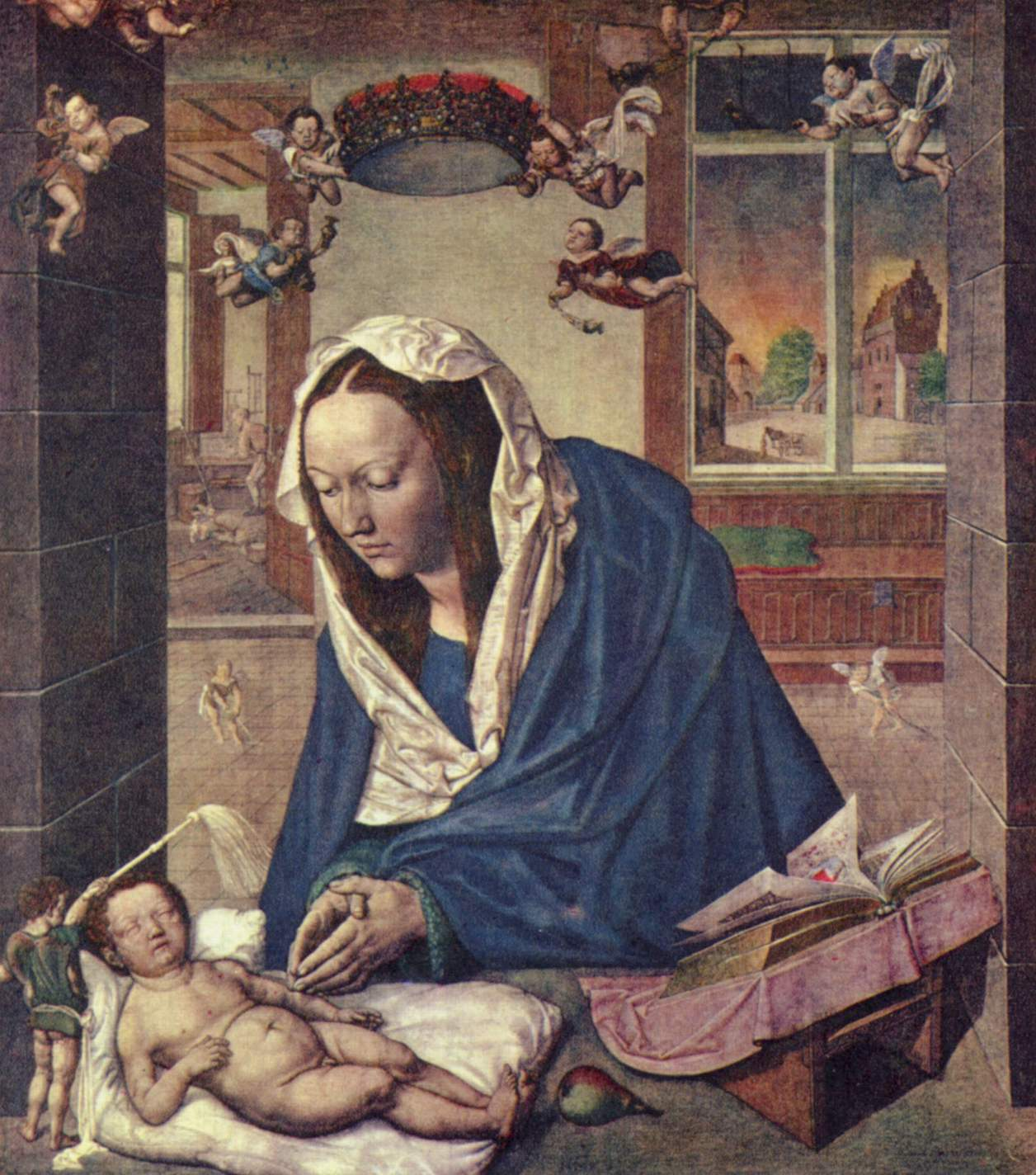
Durero.
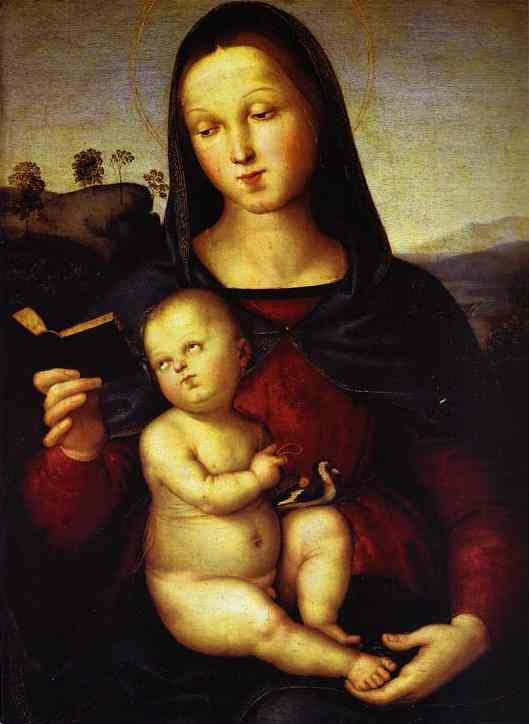
Rafael (tiene otras versiones).
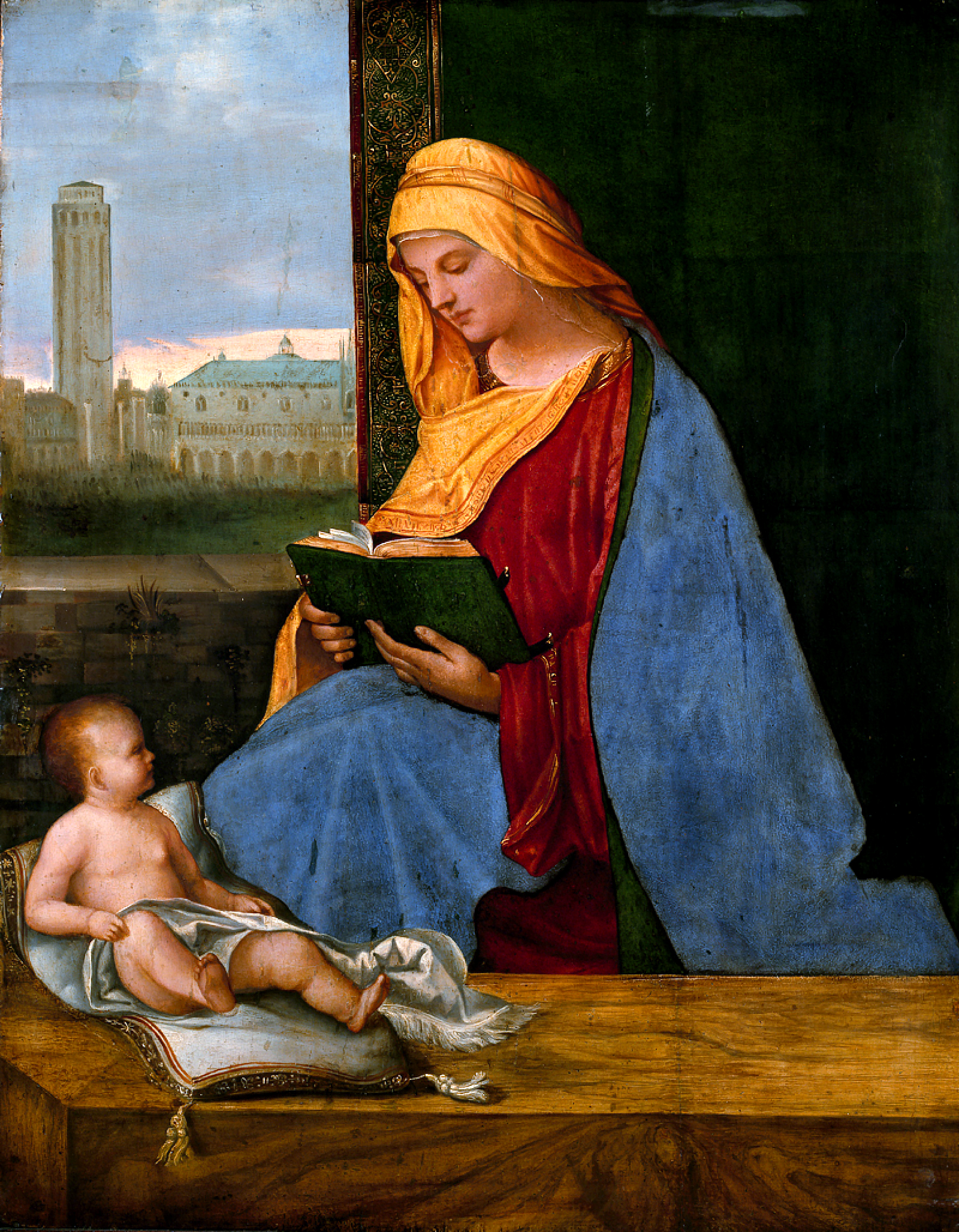
Giorgione.
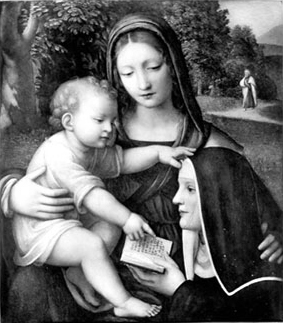
Bernardino Luini, comienzos del siglo XVI.
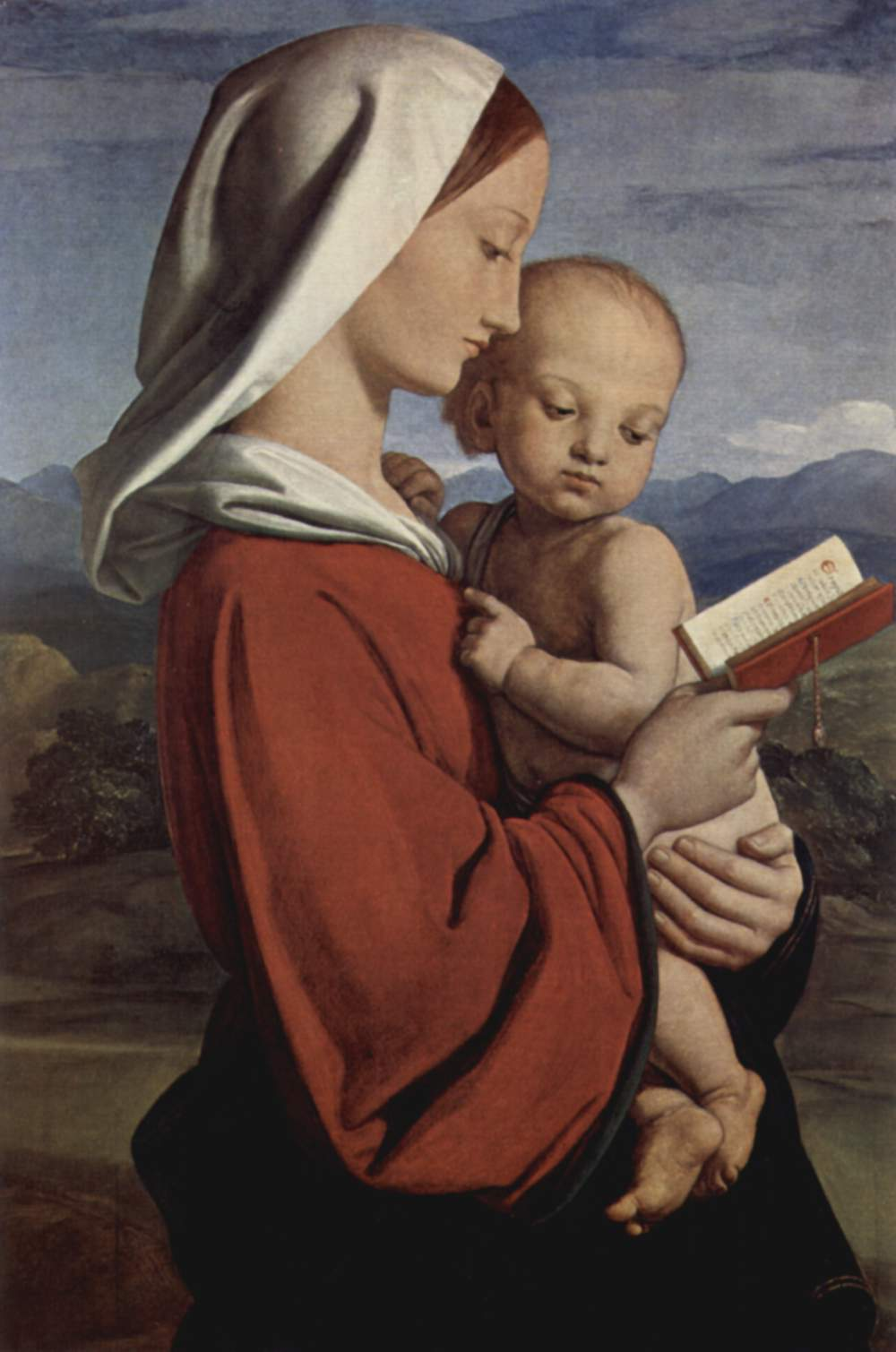
William Dyce, 1845.

Si se representa a la Virgen niña entre su padre (San Joaquín) y su madre (Santa Ana), y bajo el Espíritu Santo en forma de paloma, la iconografía es diferente a otras obras.

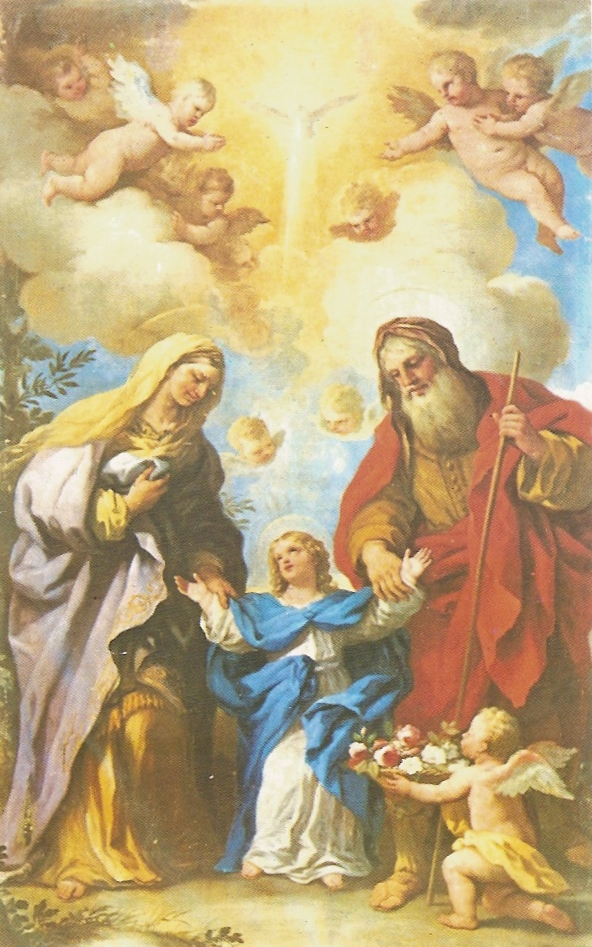
San Joaquín y Santa Ana con la Virgen niña, de Luca Giordano, ca. 1700.
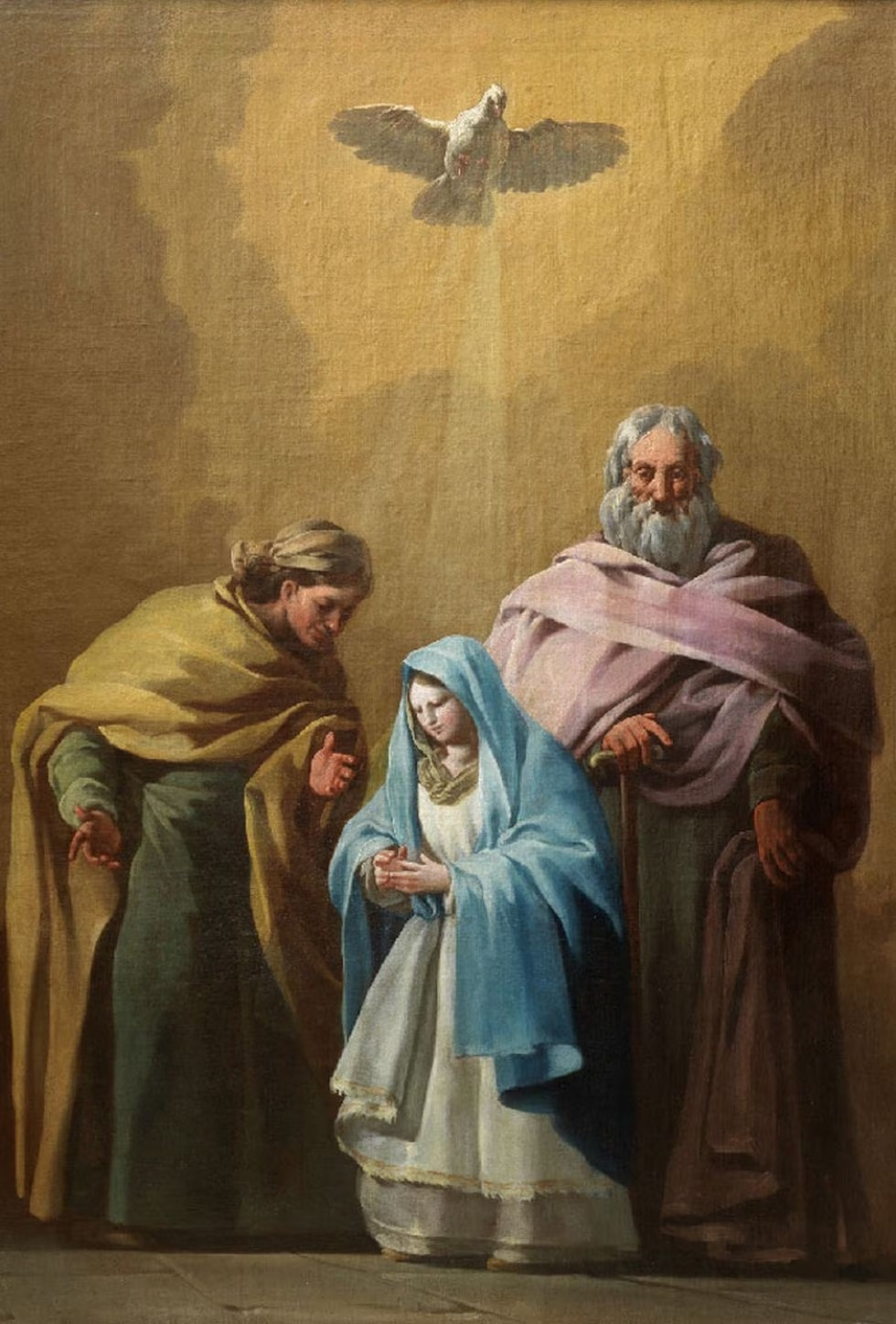
Francisco de Goya, ca. 1774.